# Neuquén (rijeka)
Neuquén  je druga najvažnija rijeka u pokrajini Neuquén u argentinskoj Patagoniji, nakon rijeke Limay.

## Pregled
Rijeka izvire na sjeverozapadu pokrajine, na nadmorskoj visini od 2.300 metara, u nju se slijevaju brojni potoci u dolinama donjih Anda, dok napreduje dijagonalno u smjeru jugoistoka. Među tim potocima, neki nastaju pražnjenjem malih jezera kao što su Trocomán, Reni Leuvü, Agrio i Nahueve. Dalje, njeni glavni pritoci su rijeke Varvarco i Agrio, koje donose gotovo trećinu toka Neuquéna. Duž svog toka rijeka prima sedimente iz vulkana Copahue i Domuyo koji utječu na prozirnost inače čiste vode.
Nakon što susreće Agrio, Neuquén nema prirodnih jezera koja bi mogla regulirati njen tok, što rezultira oštrim podizanjem razine nakon odmrzavanja i kišnih razdoblja. Odvodni kanal prema jezeru Pellegrini u pokrajini Río Negro izgrađen je zbog naglih promjena u protoku, kao i kompleksa hidrolektrana Cerros Colorados.
Prosječni protok rijeke je 308 m³/s, mjereno na Paso de Indios, a porječje joj pokriva joj je 50.774 km². Na kraju Neuquén sreće rijeku Limay u blizini grada Neuquéna, stvarajući Rio Negro, koja nastavlja svoj put prema istoku u Atlantski ocean.
Iako nije poznata kao druge ribolovne rijeke u Patagoniji. Rijeku, kao i dva umjetna jezera koja se nalaze pored rijeke u blizini granice s provincijom Río Negro, Los Barreales i Mari Menuco posjećuju ribolovni entuzijasti. Glavna lovina su pastrve i patagonijske srebrnoboke.